# Tomás Andrés Guzmán
Pour les articles homonymes, voir Guzmán.
Tomás Andrés Guzmán (né le 7 mars 1982 à Asuncion, au Paraguay) est un footballeur paraguayen.

## Clubs
- 1998-2000 : Club Presidente Hayes ( Paraguay)
- 2001-2002 : Juventus ( Italie)
- 2002-2003 : Ternana ( Italie)
- 2003-2004 : FC Messine ( Italie)
- 2004-janvier 2006 : FC Crotone ( Italie)
- janvier 2006-juin 2006 : AC Sienne ( Italie)
- 2006-2007 : Juventus ( Italie)
- 2007-juin 2007 : Spezia 1906 Calcio ( Italie)
- 2007-2010 : Piacenza FC  Italie

## Palmarès
- Champion de Serie B (Juventus)